# Delian Stateff
Delian Dimko Stateff (* 26. März 1994 in Rom) ist ein italienischer Triathlet. Er ist Olympiastarter (2020).

## Werdegang
Delian Stateff wurde 2011 in Peking Vize-Weltmeister der Junioren im Aquathlon und Fünfter bei der Junioren-Weltmeisterschaft Duathlon.
Im April 2012 wurde er in Israel Vize-Europameister Triathlon bei den Junioren. 
2016 wurde er italienischer Vize-Staatsmeister Triathlon in der Elite-Klasse und 2020 wurde Stateff Staatsmeister Triathlon.

### Olympische Sommerspiele 2020
Im Mai 2021 qualifizierte er sich zusammen mit Alice Betto, Angelica Olmo, Verena Steinhauser und Gianluca Pozzatti für einen Startplatz bei den Olympischen Sommerspielen (23. Juli bis 8. August) in Tokio. Er belegte in der italienischen Staffel den achten Rang und in der Einzelwertung den 39. Rang.

## Sportliche Erfolge
| Datum/Jahr    | Rang | Wettbewerb                                          | Austragungsort | Zeit     | Bemerkung                              |
| ------------- | ---- | --------------------------------------------------- | -------------- | -------- | -------------------------------------- |
| 2. Okt. 2021  | 4    | ITA Triathlon National Championship Sprint Distance | Vervia         | 00:51:57 |                                        |
| 2. Juni 2018  | 1    | ITU Triathlon World Cup                             | Cagliari       | 00:54:45 |                                        |
| 1. Okt. 2016  | 5    | ITA Triathlon National Championship Sprint Distance | Riccione       | 00:59:43 | hinter Daniel Hofer                    |
| 20. Apr. 2012 | 2    | ETU Triathlon European Championship Junior Men      | Eilat          | 00:56:19 | Triathlon-Europameisterschaft Junioren |

| Datum/Jahr    | Rang | Wettbewerb                               | Austragungsort           | Zeit     | Bemerkung                         |
| ------------- | ---- | ---------------------------------------- | ------------------------ | -------- | --------------------------------- |
| 31. Juli 2021 | 8    | Olympische Sommerspiele 2020 Mixed Relay | Tokio                    | 01:26:23 | gemischte Staffel                 |
| 27. Juli 2021 | 39   | Olympische Sommerspiele 2020 Elite       | Tokio                    | 01:50:00 | Einzelwertung                     |
| 25. Okt. 2020 | 1    | ITA Triathlon National Championships     | San Benedetto del Tronto | 01:45:35 |                                   |
| 30. Juli 2016 | 2    | ITA Triathlon National Championships     | Caorle                   | 01:52:43 |                                   |
| 25. Juli 2015 | 3    | ETU Triathlon European Championship U23  | Banyoles                 | 01:45:45 | Triathlon-Europameisterschaft U23 |

| Datum/Jahr    | Rang | Wettbewerb                                 | Austragungsort | Zeit     | Bemerkung                           |
| ------------- | ---- | ------------------------------------------ | -------------- | -------- | ----------------------------------- |
| 24. Sep. 2011 | 5    | ITU Duathlon World Championship Junior Men | Gijón          | 00:56:42 | Junioren-Weltmeisterschaft Duathlon |

| Datum/Jahr   | Rang | Wettbewerb                                  | Austragungsort | Zeit     | Bemerkung                           |
| ------------ | ---- | ------------------------------------------- | -------------- | -------- | ----------------------------------- |
| 7. Sep. 2011 | 2    | ITU Aquathlon World Championship Junior Men | Peking         | 00:31:07 | Junioren-Vize-Weltmeister Aquathlon |

(DNF – Did Not Finish)